# Escudo de Groenlandia
El escudo de armas de Groenlandia es un escudo azul cargado con un oso polar erguido. Este símbolo se introdujo por primera vez en el escudo de armas de Dinamarca en 1666 y todavía está representado en las armas de la familia real danesa. En un contexto danés, originalmente se mostraba al oso caminando de forma natural, pero en 1819 se especificó una posición erguida. El London Roll de 1470 muestra un brazo con la leyenda Le Roy de Greneland con un escudo que representa un oso polar rodeado de tres pájaros. Este título real no reflejaba ningún título oficial, sino simplemente que las armas podían ser utilizadas por cualquiera que controlara Groenlandia.
El escudo de armas actual fue diseñado por el artista groenlandés Jens Rosing y adoptado el 1 de mayo de 1989 por el Landsting. El oso polar simboliza la fauna de Groenlandia y el color azur (azul) designa el Atlántico y el Océano Ártico que baña Groenlandia. En lugar de la versión en las armas reales danesas, que sigue la heráldica tradición de levantar la pata delantera derecha, el oso polar en el escudo de armas de Groenlandia levanta la pata delantera izquierda, debido a la creencia tradicional inuit de que los osos polares son zurdos. El representante oficial del gobierno danés utiliza un arma similar en Groenlandia. En este caso, el oso levanta la pata derecha y el escudo se corona con la corona real.
La especificación danesa oficial de los brazos no especifica qué pata delantera se levanta, por lo que no hay conflicto entre las diferentes versiones. Los partidarios de la plena independencia de Groenlandia utilizan un fondo verde.
Un blasón en términos heráldicos es: "Azur, un oso polar rampante de plata".
El oso polar se incluyó por primera vez como un símbolo de Groenlandia en el escudo de armas danés durante el reinado del rey Federico III de Dinamarca, pero no obtuvo un uso generalizado por sí solo hasta principios del siglo XX.

## Galería de escudos

Escudo de Groenlandia (versión antigua)
Escudo del condado de Groenlandia

- Datos: Q321755
- Multimedia: Coats of arms of Greenland / Q321755